# 叻达那叻家族
叻达那叻家族是一个泰国华商家族，其家族广泛涉足各种行业。该家族的创始人是1926年移民泰国的李木川（Chuan Ratanarak），他先后创立了大城银行、京都大眾水泥和曼谷广播电视公司。李木川的儿子李智正（Krit Ratanarak）是其家族事业的继承人。李智正的儿子Chachchon Ratanarak创立了Tonson Group，负责家族的投资业务。

## 家族成员
该家族的成员包括：
- 李木川（1920–1993），泰国商人
- 李智正（1946- ），泰国商人
- Chachchon Ratanarak（英语：Chachchon Ratanarak）（1972- ），泰国商人